# Collegio elettorale di Clusone (Senato della Repubblica)
Il collegio di Clusone fu un collegio elettorale uninominale della Repubblica Italiana appartenente alla Circoscrizione Lombardia; fu utilizzato per eleggere un senatore della Repubblica dalla I alla XI legislatura.

## Storia
Il collegio venne creato nel 1948 secondo la legge n. 29 del 6 febbraio 1948 la quale, pur basandosi sull'impianto proporzionale in vigore per la Camera, rispetto a quest'ultima conteneva alcuni piccoli correttivi in senso maggioritario. Tale legge ebbe il suo definitivo perfezionamento col Testo Unico n. 361 del 1957. Differentemente dalla Camera, la legge elettorale del Senato si articolava su base regionale, seguendo il dettato costituzionale (art.57). Ogni Regione era suddivisa in tanti collegi uninominali quanti erano i seggi ad essa assegnati. All'interno di ciascun collegio, veniva eletto il candidato che avesse raggiunto il quorum del 65% delle preferenze: tale soglia, oggettivamente di difficilissimo conseguimento, tradiva l'impianto proporzionale su cui era concepito anche il sistema elettorale della Camera Alta. Qualora, come normalmente avveniva, nessun candidato avesse conseguito l'elezione, i voti di tutti i candidati venivano raggruppati in liste di partito a livello regionale, dove i seggi venivano allocati utilizzando il metodo D'Hondt delle maggiori medie statistiche e quindi, all'interno di ciascuna lista, venivano dichiarati eletti i candidati con le migliori percentuali di preferenza.
Il collegio di Clusone venne abrogato nel 1993, con la cosiddetta Legge Mattarella (Legge n. 276, Norme per l'elezione del Senato della Repubblica), attuata in seguito al referendum abrogativo del 1993. Con la legge Mattarella venne istituito per la Camera dei deputati e per il Senato della Repubblica un sistema di elezione misto, in parte maggioritario e in parte proporzionale. Il 75% dei parlamentari dell'assemblea veniva eletto in collegi uninominali tramite sistema maggioritario a turno unico; il restante 25% al Senato veniva eletto tramite recupero proporzionale dei più votati non eletti attraverso un meccanismo di calcolo denominato "scorporo", cioè sottraendo dal conteggio dei voti totali di una lista nella parte proporzionale i voti ottenuti dai candidati collegati alla medesima lista che erano eletti nei collegi uninominali con il sistema maggioritario.

### Territorio
Il collegio di Clusone era uno dei 31 collegi uninominali in cui era suddivisa la Lombardia; comprendeva i seguenti comuni: Adrara San Martino, Adrara San Rocco, Albano Sant'Alessandro, Albino, Alzano Lombardo, Ardesio, Aviatico, Azzone, Berzo San Fermo, Borgo di Terzo, Bossico, Carobbio degli Angeli, Casazza, Casnigo, Castelli Calepio, Castione della Presolana, Castro, Cenate Sopra, Cenate Sotto, Cene, Cerete, Chiuduno, Clusone, Colere, Colzate, Costa di Mezzate, Costa Volpino, Credaro, Endine Gaiano, Entratico, Fino del Monte, Fiorano al Serio, Foresto Sparso, Gandino, Gandosso, Gaverina Terme, Gazzaniga, Gorlago, Gorle, Gorno, Gromo, Grone, Grumello del Monte, Leffe, Lovere, Luzzana, Monasterolo del Castello, Nembro, Nossa, Oneta, Parre, Parzanica, Pedrengo, Peia, Pianico, Pradalunga, Predore, Premolo, Ranica, Ranzanico, Riva di Solto, Rocca del Colle, Rogno, Rovetta, San Paolo d'Argon, Sarnico, Scanzorosciate, Schilpario, Selvino, Seriate, Solto Collina, Songavazzo, Sovere, Spinone al Lago, Tavernola Bergamasca, Torre Boldone, Torre de' Roveri, Trescore Balneario, Valbondione, Vertova, Viadanica, Vigano San Martino, Vigolo, Villa di Serio, Villa d'Ogna, Villongo e Vilminore di Scalve.

## Dati elettorali

### I legislatura
|                               | Pietro Bellora ✔️ Eletto | Democrazia Cristiana                             | 81 801  | 81,04 |  |  |  |  |  |
|                               | Ernesto Carletti         | Fronte Democratico Popolare                      | 10 990  | 10,89 |  |  |  |  |  |
|                               | Antonio Tiraboschi       | Unità Socialista - Partito Repubblicano Italiano | 6 230   | 6,17  |  |  |  |  |  |
|                               | Enrico Battagion         | Blocco Nazionale                                 | 1 922   | 1,90  |  |  |  |  |  |
| Totale                        | Totale                   | Totale                                           | 100 943 | 100   |  |  |  |  |  |
|                               |                          |                                                  |         |       |  |  |  |  |  |
| Voti non validi               | Voti non validi          | Voti non validi                                  | 5 766   | 5,40  |  |  |  |  |  |
| Votanti                       | Votanti                  | Votanti                                          | 106 709 | 91,32 |  |  |  |  |  |
| Elettori                      | Elettori                 | Elettori                                         | 116 854 |       |  |  |  |  |  |
|                               |                          |                                                  |         |       |  |  |  |  |  |
| Data: 18 aprile 1948          |                          |                                                  |         |       |  |  |  |  |  |
| Fonte: Ministero dell'interno |                          |                                                  |         |       |  |  |  |  |  |

### II legislatura
|                               | Pietro Bellora ✔️ Eletto  | Democrazia Cristiana                    | 77 388  | 70,72 |  |  |  |  |  |
|                               | Giorgio Serantoni         | Partito Socialista Italiano             | 10 770  | 9,84  |  |  |  |  |  |
|                               | Angelo Giovanni Motta     | Partito Comunista Italiano              | 7 113   | 6,50  |  |  |  |  |  |
|                               | Piero Redaelli            | Partito Socialista Democratico Italiano | 6 387   | 5,84  |  |  |  |  |  |
|                               | Alessandro F. Milesi      | Movimento Sociale Italiano              | 2 673   | 2,44  |  |  |  |  |  |
|                               | Carlo Zaccaria Martinelli | Partito Nazionale Monarchico            | 2 371   | 2,17  |  |  |  |  |  |
|                               | Pilade Cassinelli         | Partito Liberale Italiano               | 1 294   | 1,18  |  |  |  |  |  |
|                               | Giulio Alonzi             | Unità Popolare                          | 1 046   | 0,96  |  |  |  |  |  |
|                               | Rosario Scollo            | Alleanza Democratica Nazionale          | 392     | 0,36  |  |  |  |  |  |
| Totale                        | Totale                    | Totale                                  | 109 434 | 100   |  |  |  |  |  |
|                               |                           |                                         |         |       |  |  |  |  |  |
| Voti non validi               | Voti non validi           | Voti non validi                         | 4 918   | 4,30  |  |  |  |  |  |
| Votanti                       | Votanti                   | Votanti                                 | 114 352 | 93,20 |  |  |  |  |  |
| Elettori                      | Elettori                  | Elettori                                | 122 695 |       |  |  |  |  |  |
|                               |                           |                                         |         |       |  |  |  |  |  |
| Data: 7 giugno 1953           |                           |                                         |         |       |  |  |  |  |  |
| Fonte: Ministero dell'interno |                           |                                         |         |       |  |  |  |  |  |

### III legislatura
|                               | Pietro Bellora ✔️ Eletto   | Democrazia Cristiana                     | 79 100  | 67,36 |  |  |  |  |  |
|                               | Averardo Bianucci          | Partito Socialista Italiano              | 10 471  | 8,92  |  |  |  |  |  |
|                               | Rivo Luzio Nario Ghibesi   | Partito Comunista Italiano               | 9 238   | 7,87  |  |  |  |  |  |
|                               | Anselmo Vigani             | Partito Socialista Democratico Italiano  | 8 435   | 7,18  |  |  |  |  |  |
|                               | Maurizio Romelli Gervasoni | Partito Liberale Italiano                | 2 980   | 2,54  |  |  |  |  |  |
|                               | Egidio Carobbio            | Movimento Sociale Italiano               | 2 315   | 1,97  |  |  |  |  |  |
|                               | Giuseppe Erasmo Simat      | Partito Nazionale Monarchico             | 1 891   | 1,61  |  |  |  |  |  |
|                               | Davide Cugini              | Movimento Autonomia Regionale Piemontese | 1 570   | 1,34  |  |  |  |  |  |
|                               | Enrico Bontà               | Partito Monarchico Popolare              | 810     | 0,69  |  |  |  |  |  |
|                               | Tullio Filisetti           | PRI - PR                                 | 625     | 0,53  |  |  |  |  |  |
| Totale                        | Totale                     | Totale                                   | 117 435 | 100   |  |  |  |  |  |
|                               |                            |                                          |         |       |  |  |  |  |  |
| Voti non validi               | Voti non validi            | Voti non validi                          | 5 477   | 4,46  |  |  |  |  |  |
| Votanti                       | Votanti                    | Votanti                                  | 122 912 | 92,96 |  |  |  |  |  |
| Elettori                      | Elettori                   | Elettori                                 | 132 222 |       |  |  |  |  |  |
|                               |                            |                                          |         |       |  |  |  |  |  |
| Data: 25 maggio 1958          |                            |                                          |         |       |  |  |  |  |  |
| Fonte: Ministero dell'interno |                            |                                          |         |       |  |  |  |  |  |

### IV legislatura
|                               | Giovanni Zonca ✔️ Eletto | Democrazia Cristiana                             | 82 976  | 66,68 |  |  |  |  |  |
|                               | G. Fassi                 | Partito Socialista Italiano                      | 13 297  | 10,69 |  |  |  |  |  |
|                               | G. Archetti              | Partito Comunista Italiano                       | 9 591   | 7,71  |  |  |  |  |  |
|                               | A. Mazzoleni             | Partito Socialista Democratico Italiano          | 8 726   | 7,01  |  |  |  |  |  |
|                               | A. Broletti              | Partito Liberale Italiano                        | 5 224   | 4,20  |  |  |  |  |  |
|                               | G. Angeli                | Movimento Sociale Italiano                       | 2 369   | 1,90  |  |  |  |  |  |
|                               | A. Dominici              | Partito Democratico Italiano di Unità Monarchica | 1 431   | 1,15  |  |  |  |  |  |
|                               | L. Sugliani              | Concentrazione di Unità Rurale                   | 822     | 0,66  |  |  |  |  |  |
| Totale                        | Totale                   | Totale                                           | 124 436 | 100   |  |  |  |  |  |
|                               |                          |                                                  |         |       |  |  |  |  |  |
| Voti non validi               | Voti non validi          | Voti non validi                                  | 5 505   | 4,24  |  |  |  |  |  |
| Votanti                       | Votanti                  | Votanti                                          | 129 941 | 93,07 |  |  |  |  |  |
| Elettori                      | Elettori                 | Elettori                                         | 139 617 |       |  |  |  |  |  |
|                               |                          |                                                  |         |       |  |  |  |  |  |
| Data: 28 aprile 1963          |                          |                                                  |         |       |  |  |  |  |  |
| Fonte: Ministero dell'interno |                          |                                                  |         |       |  |  |  |  |  |

### V legislatura
|                               | Giuseppe Belotti ✔️ Eletto | Democrazia Cristiana       | 88 613  | 66,26 |  |  |  |  |  |
|                               | Vinicio Vigani             | PSI-PSDI Unificati         | 20 319  | 15,19 |  |  |  |  |  |
|                               | A. Montanari               | PCI - PSIUP                | 15 507  | 11,60 |  |  |  |  |  |
|                               | A. B. Zilioli              | Partito Liberale Italiano  | 6 263   | 4,68  |  |  |  |  |  |
|                               | G. B. Canazzi              | Movimento Sociale Italiano | 3 035   | 2,27  |  |  |  |  |  |
| Totale                        | Totale                     | Totale                     | 133 737 | 100   |  |  |  |  |  |
|                               |                            |                            |         |       |  |  |  |  |  |
| Voti non validi               | Voti non validi            | Voti non validi            | 6 346   | 4,53  |  |  |  |  |  |
| Votanti                       | Votanti                    | Votanti                    | 140 083 | 93,69 |  |  |  |  |  |
| Elettori                      | Elettori                   | Elettori                   | 149 512 |       |  |  |  |  |  |
|                               |                            |                            |         |       |  |  |  |  |  |
| Data: 19 maggio 1968          |                            |                            |         |       |  |  |  |  |  |
| Fonte: Ministero dell'interno |                            |                            |         |       |  |  |  |  |  |

### VI legislatura
|                               | Giuseppe Belotti ✔️ Eletto | Democrazia Cristiana                    | 95 237  | 66,62 |  |  |  |  |  |
|                               | Giuseppe Brighenti         | PCI - PSIUP                             | 15 234  | 10,66 |  |  |  |  |  |
|                               | D. Gobbi                   | Partito Socialista Italiano             | 12 926  | 9,04  |  |  |  |  |  |
|                               | Vinicio Vigani             | Partito Socialista Democratico Italiano | 9 368   | 6,55  |  |  |  |  |  |
|                               | F. Malnati                 | Movimento Sociale Italiano              | 4 326   | 3,03  |  |  |  |  |  |
|                               | A. Carrara                 | Partito Liberale Italiano               | 4 226   | 2,96  |  |  |  |  |  |
|                               | P. Daina                   | Partito Repubblicano Italiano           | 1 632   | 1,14  |  |  |  |  |  |
| Totale                        | Totale                     | Totale                                  | 142 949 | 100   |  |  |  |  |  |
|                               |                            |                                         |         |       |  |  |  |  |  |
| Voti non validi               | Voti non validi            | Voti non validi                         | 5 301   | 3,58  |  |  |  |  |  |
| Votanti                       | Votanti                    | Votanti                                 | 148 250 | 94,33 |  |  |  |  |  |
| Elettori                      | Elettori                   | Elettori                                | 157 158 |       |  |  |  |  |  |
|                               |                            |                                         |         |       |  |  |  |  |  |
| Data: 7 maggio 1972           |                            |                                         |         |       |  |  |  |  |  |
| Fonte: Ministero dell'interno |                            |                                         |         |       |  |  |  |  |  |

### VII legislatura
|                                                                                | Leandro Rampa ✔️ Eletto    | Democrazia Cristiana                    | 97 120  | 63,84 |  |  |  |  |  |
|                                                                                | Angelo Giuseppe Facchi     | Partito Comunista Italiano              | 23 025  | 15,13 |  |  |  |  |  |
|                                                                                | Vittorio Guerino Giudici   | Partito Socialista Italiano             | 13 533  | 8,90  |  |  |  |  |  |
|                                                                                | Vinicio Vigani             | Partito Socialista Democratico Italiano | 6 268   | 4,12  |  |  |  |  |  |
|                                                                                | Bianco Vittorio Cortinovis | Movimento Sociale Italiano              | 3 546   | 2,33  |  |  |  |  |  |
|                                                                                | Lidia Menapace             | Democrazia Proletaria                   | 3 286   | 2,16  |  |  |  |  |  |
|                                                                                | Lucio Parenzan             | Partito Repubblicano Italiano           | 2 730   | 1,79  |  |  |  |  |  |
|                                                                                | Mario Mangiarotti          | Partito Liberale Italiano               | 1 868   | 1,23  |  |  |  |  |  |
|                                                                                | Maria Teresa Grosso        | Partito Radicale                        | 755     | 0,50  |  |  |  |  |  |
| Totale                                                                         | Totale                     | Totale                                  | 152 131 | 100   |  |  |  |  |  |
|                                                                                |                            |                                         |         |       |  |  |  |  |  |
| Voti non validi                                                                | Voti non validi            | Voti non validi                         | 4 767   | 3,04  |  |  |  |  |  |
| Votanti                                                                        | Votanti                    | Votanti                                 | 156 898 | 94,23 |  |  |  |  |  |
| Elettori                                                                       | Elettori                   | Elettori                                | 166 506 |       |  |  |  |  |  |
|                                                                                |                            |                                         |         |       |  |  |  |  |  |
| Nota: quorum del 65% non raggiunto; ripartizione dei seggi a livello regionale |                            |                                         |         |       |  |  |  |  |  |
| Data: 20 giugno 1976                                                           |                            |                                         |         |       |  |  |  |  |  |
| Fonte: Ministero dell'interno                                                  |                            |                                         |         |       |  |  |  |  |  |

### VIII legislatura
|                                                                                | Enzo Berlanda ✔️ Eletto    | Democrazia Cristiana                         | 96 773  | 62,08 |  |  |  |  |  |
|                                                                                | Giuseppe Brighenti         | Partito Comunista Italiano                   | 24 979  | 16,02 |  |  |  |  |  |
|                                                                                | M. Valoti                  | Partito Socialista Italiano                  | 13 354  | 8,57  |  |  |  |  |  |
|                                                                                | G. Gentilini               | Partito Socialista Democratico Italiano      | 7 239   | 4,64  |  |  |  |  |  |
|                                                                                | Bianco Vittorio Cortinovis | Movimento Sociale Italiano                   | 3 483   | 2,23  |  |  |  |  |  |
|                                                                                | G. Invernizzi              | Partito Liberale Italiano                    | 2 846   | 1,83  |  |  |  |  |  |
|                                                                                | S. Interlando              | Partito Radicale                             | 2 769   | 1,78  |  |  |  |  |  |
|                                                                                | M. L. E. Venier            | Partito Repubblicano Italiano                | 2 496   | 1,60  |  |  |  |  |  |
|                                                                                | C. Dolci                   | Costituente di Destra - Democrazia Nazionale | 997     | 0,64  |  |  |  |  |  |
|                                                                                | T. Magnani                 | Nuova Sinistra Unita                         | 952     | 0,61  |  |  |  |  |  |
| Totale                                                                         | Totale                     | Totale                                       | 155 888 | 100   |  |  |  |  |  |
|                                                                                |                            |                                              |         |       |  |  |  |  |  |
| Voti non validi                                                                | Voti non validi            | Voti non validi                              | 7 185   | 4,41  |  |  |  |  |  |
| Votanti                                                                        | Votanti                    | Votanti                                      | 163 073 | 93,05 |  |  |  |  |  |
| Elettori                                                                       | Elettori                   | Elettori                                     | 175 247 |       |  |  |  |  |  |
|                                                                                |                            |                                              |         |       |  |  |  |  |  |
| Nota: quorum del 65% non raggiunto; ripartizione dei seggi a livello regionale |                            |                                              |         |       |  |  |  |  |  |
| Data: 3 giugno 1979                                                            |                            |                                              |         |       |  |  |  |  |  |
| Fonte: Ministero dell'interno                                                  |                            |                                              |         |       |  |  |  |  |  |

### IX legislatura
|                                                                                | Enzo Berlanda ✔️ Eletto       | Democrazia Cristiana                    | 86 875  | 55,82 |  |  |  |  |  |
|                                                                                | Giuseppe Brighenti            | Partito Comunista Italiano              | 26 313  | 16,91 |  |  |  |  |  |
|                                                                                | Giuseppe Martinelli           | Partito Socialista Italiano             | 14 737  | 9,47  |  |  |  |  |  |
|                                                                                | Giuseppe Angelo Scaravaggi    | Partito Repubblicano Italiano           | 6 257   | 4,02  |  |  |  |  |  |
|                                                                                | Angelo Locatelli              | Partito Socialista Democratico Italiano | 5 451   | 3,50  |  |  |  |  |  |
|                                                                                | Bianco Cortinovis             | Movimento Sociale Italiano              | 5 415   | 3,48  |  |  |  |  |  |
|                                                                                | Pier Alberto Biressi          | Partito Liberale Italiano               | 4 315   | 2,77  |  |  |  |  |  |
|                                                                                | Mario Pizzaballa              | Democrazia Proletaria                   | 2 727   | 1,75  |  |  |  |  |  |
|                                                                                | Catharina Van Ravensteyn      | Partito Radicale                        | 2 301   | 1,48  |  |  |  |  |  |
|                                                                                | Francesco Spallina            | Partito Cristiano d'Azione Sociale      | 963     | 0,62  |  |  |  |  |  |
|                                                                                | Matilde Sassella Stortiglione | Lista per Trieste                       | 276     | 0,18  |  |  |  |  |  |
| Totale                                                                         | Totale                        | Totale                                  | 155 630 | 100   |  |  |  |  |  |
|                                                                                |                               |                                         |         |       |  |  |  |  |  |
| Voti non validi                                                                | Voti non validi               | Voti non validi                         | 11 887  | 7,10  |  |  |  |  |  |
| Votanti                                                                        | Votanti                       | Votanti                                 | 167 517 | 90,21 |  |  |  |  |  |
| Elettori                                                                       | Elettori                      | Elettori                                | 185 700 |       |  |  |  |  |  |
|                                                                                |                               |                                         |         |       |  |  |  |  |  |
| Nota: quorum del 65% non raggiunto; ripartizione dei seggi a livello regionale |                               |                                         |         |       |  |  |  |  |  |
| Data: 26 giugno 1983                                                           |                               |                                         |         |       |  |  |  |  |  |
| Fonte: Ministero dell'interno                                                  |                               |                                         |         |       |  |  |  |  |  |

### X legislatura
|                                                                                | Enzo Berlanda ✔️ Eletto    | Democrazia Cristiana                    | 89 599  | 52,02 |  |  |  |  |  |
|                                                                                | Giuseppe Brighenti         | Partito Comunista Italiano              | 23 285  | 13,52 |  |  |  |  |  |
|                                                                                | P. Bonicelli               | Partito Socialista Italiano             | 22 444  | 13,03 |  |  |  |  |  |
|                                                                                | G. Bianchi                 | Lega Lombarda                           | 10 676  | 6,20  |  |  |  |  |  |
|                                                                                | Luigi Felice Piero Cortesi | Movimento Sociale Italiano              | 5 373   | 3,12  |  |  |  |  |  |
|                                                                                | Giancarlo Salvoldi         | Lista Verde                             | 3 756   | 2,18  |  |  |  |  |  |
|                                                                                | Carlo Albonico             | Partito Repubblicano Italiano           | 3 612   | 2,10  |  |  |  |  |  |
|                                                                                | R. Bussi                   | Partito Socialista Democratico Italiano | 3 419   | 1,99  |  |  |  |  |  |
|                                                                                | C. Leidi                   | Democrazia Proletaria                   | 2 902   | 1,68  |  |  |  |  |  |
|                                                                                | M. Mazzoleni               | Partito Liberale Italiano               | 2 477   | 1,44  |  |  |  |  |  |
|                                                                                | M. Coffari                 | Partito Radicale                        | 2 449   | 1,42  |  |  |  |  |  |
|                                                                                | M. Colombo                 | Liga Veneta                             | 1 880   | 1,09  |  |  |  |  |  |
|                                                                                | G. Pavoni                  | Alleanza Popolare Pensionati            | 358     | 0,21  |  |  |  |  |  |
| Totale                                                                         | Totale                     | Totale                                  | 172 230 | 100   |  |  |  |  |  |
|                                                                                |                            |                                         |         |       |  |  |  |  |  |
| Voti non validi                                                                | Voti non validi            | Voti non validi                         | 8 637   | 4,78  |  |  |  |  |  |
| Votanti                                                                        | Votanti                    | Votanti                                 | 180 867 | 92,02 |  |  |  |  |  |
| Elettori                                                                       | Elettori                   | Elettori                                | 196 559 |       |  |  |  |  |  |
|                                                                                |                            |                                         |         |       |  |  |  |  |  |
| Nota: quorum del 65% non raggiunto; ripartizione dei seggi a livello regionale |                            |                                         |         |       |  |  |  |  |  |
| Data: 14 giugno 1987                                                           |                            |                                         |         |       |  |  |  |  |  |
| Fonte: Ministero dell'interno                                                  |                            |                                         |         |       |  |  |  |  |  |

### XI legislatura
|                                                                                | Severino Citaristi ✔️ Eletto | Democrazia Cristiana                    | 70 502  | 37,27 |  |  |  |  |  |
|                                                                                | Luigi Moretti ✔️ Eletto      | Lega Lombarda                           | 49 752  | 26,30 |  |  |  |  |  |
|                                                                                | Carla Polloni Stella         | Partito Socialista Italiano             | 15 998  | 8,46  |  |  |  |  |  |
|                                                                                | Ermanno Lanfranchi           | Partito Democratico della Sinistra      | 11 422  | 6,04  |  |  |  |  |  |
|                                                                                | Elidio De Paoli              | Lega Alpina Lumbarda                    | 6 617   | 3,50  |  |  |  |  |  |
|                                                                                | Giuseppe Brighenti           | Partito della Rifondazione Comunista    | 5 263   | 2,78  |  |  |  |  |  |
|                                                                                | Giancarlo Salvoldi           | Federazione dei Verdi                   | 5 045   | 2,67  |  |  |  |  |  |
|                                                                                | Luigi Felice Piero Cortesi   | Movimento Sociale Italiano              | 4 057   | 2,14  |  |  |  |  |  |
|                                                                                | Carlo Albonico               | Partito Repubblicano Italiano           | 3 977   | 2,10  |  |  |  |  |  |
|                                                                                | Giancarlo Luigi Falchetti    | Lega Lombardia Europea                  | 3 032   | 1,60  |  |  |  |  |  |
|                                                                                | Mario Mangiarotti            | Partito Liberale Italiano               | 2 819   | 1,49  |  |  |  |  |  |
|                                                                                | Giulia Frigerio              | La Lega Casalinghe-Pensionati           | 2 358   | 1,25  |  |  |  |  |  |
|                                                                                | Giuseppina Benini            | Partito Pensionati                      | 2 253   | 1,19  |  |  |  |  |  |
|                                                                                | Maria Monticelli             | Lista Marco Pannella                    | 1 508   | 0,80  |  |  |  |  |  |
|                                                                                | Piero Manni                  | Alleanza Lombarda Autonomia             | 1 364   | 0,72  |  |  |  |  |  |
|                                                                                | Giacomo Masper               | Partito Socialista Democratico Italiano | 1 317   | 0,70  |  |  |  |  |  |
|                                                                                | Claudio Nicolini             | Sì Referendum                           | 1 044   | 0,55  |  |  |  |  |  |
|                                                                                | Emilio Maria Artina          | Caccia Pesca Ambiente                   | 481     | 0,25  |  |  |  |  |  |
|                                                                                | Augusto Arizzi               | Federalismo - Pensionati Uomini Vivi    | 212     | 0,11  |  |  |  |  |  |
|                                                                                | Maurizio Rovida              | Movimento Fascismo e Libertà            | 167     | 0,09  |  |  |  |  |  |
| Totale                                                                         | Totale                       | Totale                                  | 189 188 | 100   |  |  |  |  |  |
|                                                                                |                              |                                         |         |       |  |  |  |  |  |
| Voti non validi                                                                | Voti non validi              | Voti non validi                         | 8 415   | 4,26  |  |  |  |  |  |
| Votanti                                                                        | Votanti                      | Votanti                                 | 197 603 | 92,41 |  |  |  |  |  |
| Elettori                                                                       | Elettori                     | Elettori                                | 213 843 |       |  |  |  |  |  |
|                                                                                |                              |                                         |         |       |  |  |  |  |  |
| Nota: quorum del 65% non raggiunto; ripartizione dei seggi a livello regionale |                              |                                         |         |       |  |  |  |  |  |
| Data: 5 aprile 1992                                                            |                              |                                         |         |       |  |  |  |  |  |
| Fonte: Ministero dell'interno                                                  |                              |                                         |         |       |  |  |  |  |  |